# Петар Банкеровић
Петар Банкеровић (Сплит, 22. август 1925 — Канбера, 4. октобар 1988) био је епископ Слободне српске православне цркве као епископ аустралијско-новозеландски.

## Биографија
Рођен 22. августа 1925. године у Сплиту у породици Илије и мајке Босилке, где му је отац служио као жандарски пуковник. Основно и средње образовање (гимназију) стекао је у Новом Саду, Цетињу и Београду.
Године 1951. ступио је у манастир Јошаницу код Јагодине, а затим постао искушеник у манастиру Горњак. Расофорни монах је постао у манастиру Виским Дечанима 23. новембра 1953. На Цвети 1954. је рукоположен у чин јерођакона од епископа Владимира (Рајића) у храму Св. великомученика Георгија у Призрену. У чин јеромонаха је од истог епископа рукоположен 17. октобра, 1954. године, у цркви Свете Тројице у Београду.
У децембру 1955. стигао је у Париз, где је уписао Богословски институт Светог Сергија. Августа 1957. одлази у САД. Од 1958. до 1961. студирао је богословију на Свето Владимирској богословији у Њујорку.
Годину дана провео је у мисији Руске православне цркве на острву Светог Павла на Аљасци, а потом је прешао у свештенство Америчко-канадске епархије Српске православне цркве.
Службовао је у многим парохијама. Прво је био парох у Герију, Индијана, где је остао око 7 година, а затим је постао свештеник у Оукленду у Калифорнији. Годину дана касније отишао је у Јапан, где је служио у Јапанској православној цркви око 6 месеци, након чега је отишао у Лебанон, Пенсилванија, где је служио наредних 7 година.
Пришао је епископу Дионисију (Миливојевић), који је 1963. напустио СПЦ и створио неканонску Српску слободну православну цркву.
Године 1968. произведен је у чин архимандрита од епископа Слободне српске цркве Иринеја Ковачевића.
Велику пажњу поклањао је просвети и црквеној штампи, увиђајући њихову моћ и утицај на народ и омладину.
Крајем децембра 1966. године, на Петом црквено-народном сабору, на захтев епископа аустралијско-новозеландског Димитрија (Валаха), за његовог намесника је изабран архимандрит Петар .
Дана 5. новембра 1977. године посвећен је за епископа, викара епископа аустралијско-новозеландског Димитрија (Балаха). Освећење су извршили митрополит „украјинске цркве“ Григорије (Охијчук) и епископи Слободне српске цркве Иринеј (Ковачевич) и Димитрије (Балах). 19. новембра исте године стигао је у Аустралију.
У марту 1979. владика Петар је отишао у Америку, где је учествовао у хиротонији новоизабраног епископа у западној Европи Василија (Вејновича) .
После упокојења епископа Димитрија, Шести црквено-народни сабор, одржан 28. децембра 1979. године у Саборној цркви Светог Георгија у Кабраматију у Сиднеју, изабрао је епископа Петра за епископа аустралијско-новозеландског
Епископ Петар је наставио дело свог претходника, проширивши свој рад у епархији. Био је главни покретач куповине имања за манастир Светог Саве 1981. године, а посебно приликом изградње његове цркве. За пример манастирске цркве владика Петар је одабрао цркву манастира Каленић, као и место на коме би требало да буде подигнута. Покренуо је иницијативу за окупљање српске деце око Српске цркве кроз летње кампове, а подигао је и Спомен крстове у знак сећања на српске новомученике током Другог светског рата.
Болест, са којом се храбро борио до краја, прекинула је његов плодан рад. Умро је 4. октобра 1988. у Канбери од хроничне леукемије после дуге и болне болести.
У Београду је 23-24. априла 1991. године постигнут споразум о помирењу између представника Српске православне цркве и Српске слободне цркве, по коме је Српска Патријаршија признала легитимитет епископских хиротонија Петра (Бункеровића) и других архијереја. Српске слободне цркве и уврстио их у списак епископа Српске Патријаршије.
Септембра 2008. године, указом епископа аустралијско-новозеландског Иринеја (Добријевића), у суботу, 4. октобра или недељу 5. октобра, у свим подређеним црквама у Аустралији и Новом Зеланду служене су опело Епископу Петру .